# Motown 25: Yesterday, Today, Forever
Motown 25: Yesterday, Today, Forever fue un especial de televisión de 1983 de Estados Unidos producido por Suzanne de Passe para Motown Records, para conmemorar el vigesimoquinto aniversario del sello discográfico. 
El programa fue grabado en directo ante público presente en el estudio el 25 de marzo de 1983, y retransmitido por la NBC el 16 de mayo. 
Entre lo destacado estaba la competición musical entre Temptations y Four Tops, un discurso de Marvin Gaye sobre la historia de la música negra y su memorable interpretación de "What's Going On", una reunión de los Jackson 5, la legendaria actuación de Michael Jackson donde mostró al mundo por primera vez el moonwalk interpretando "Billie Jean", y una reunión de Diana Ross & the Supremes, que interpretaron su último número 1, "Someday We'll Be Together" de 1969.
- Datos: Q631899